# Düdul Dorje
| Tibetische Bezeichnung                   |
| ---------------------------------------- |
| Tibetische Schrift: བདུད་འདུལ་རྡོ་རྗེ་         |
| Wylie-Transliteration: bdud 'dul rdo rje |

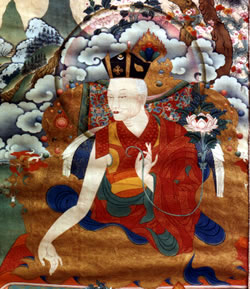
Düdul Dorje

Düdul Dorje (tib.: bdud 'dul rdo rje; geb. 1733; gest. 1797) war der 13. Karmapa der Karma-Kagyü-Schule des tibetischen Buddhismus.

## Leben
Düdul Dorje wurde von Chökyi Chungne (1700–1774; 8. Tai Situpa) in Nyen Chawatrong gefunden, womit sich die schriftlichen Angaben Changchub Dorjes bestätigten. Er wurde nach Tshurphu gebracht und dort im Alter von vier Jahren vom 7. Goshri Gyeltshab Rinpoche Könchog Öser (1699–1765) anerkannt und inthronisiert. Ab dem achten Lebensjahr erhielt er die vollständigen Belehrungen der Kagyü von seinem Hauptlehrer dem 8. Tai Situpa. Er studierte auch unter Kathog Rigdzin Tshewang Norbu (1698–1755), dem 7. Gyelwang Drugpa Rinpoche Thrinle Shingta (1718–1766), Pawo Tsuglag Gawa (1718/19–1781) und anderen.

## Legenden
Nach einer Vorhersage Guru Rinpoches wurde der Jokang-Tempel, der eines der heiligsten Buddha-Bildnisse Tibets, den Jowo Shakyamuni beherbergt, zu dieser Zeit von einer Flut bedroht und nur der Karmapa sollte dazu in der Lage sein diese Flut zu stoppen. Aus diesem Grund wurde er von den damaligen Behörden Lhasas gebeten zu kommen. Da er aber gerade in Tsurphu unabkömmlich war, schickte er einen Brief, in dem er den Segen Avalokitesvaras anrief. Als der 13. Karmapa später dazu in der Lage war den Tempel zu besuchen, bot er dem Jowo Shakyamuni eine weiße Khata an, und die Arme der Statue sollen ihre Position verändert haben um das Geschenk anzunehmen. Sie sind bis zum heutigen Tag in dieser Stellung geblieben.
Als Düdul Dorje einmal gebeten wurde ein entferntes Kloster zu weihen, soll er in Tshurphu geblieben sein und Segenskörner im richtigen Moment der Weihungszeremonie in die Luft geworfen haben. Sie sollen dort vom Himmel gefallen sein, obwohl die Zeremonie hunderte von Kilometern entfernt stattgefunden hat.

## Linie
Düdul Dorje, Tai Situpa und Kathog Rigdzin Tshewang Norbu anerkannten Chödrub Gyatsho (1742–1792), den jüngeren Bruder des 4. Panchen Lama Lobsang Pelden Yeshe als den 10. Shamarpa. Als Düdul Dorje starb, wurde der 9. Tai Situpa Pema Nyinche Wangpo (1774–1853) Haupt-Linienhalter der Karma-Kagyü.